# Ефименко, Сергей Митрофанович
Сергей Митрофанович Ефименко (1896—1971) — советский художник театра. Народный художник Азербайджанской ССР (1961).

## Биография
С 1915 учился в Киевском, с 1919 в Ташкентском художественном училище, в 1921—1924 годах во ВХУТЕМАСе у А. В. Куприна, А. В. Лентулова. С 1923 года художник в театре В. Э. Мейерхольда, оформил спектакль «Рычи, Китай!» по пьесе С. Третьякова, с 1926 года в МТР. С 1927 года — главный художник Бакинского ТРД.

## Награды и премии
- Народный художник Азербайджанской ССР (24.03.1961)
- Заслуженный деятель искусств Азербайджанской ССР (01.02.1936)
- Сталинская премия третьей степени (14.03.1951) — за оформление спектакля «Заря над Каспием» И. А. Касумова на сцене АзГТРД имени С. Вургуна
- Орден Трудового Красного Знамени (09.06.1959)